# Чорноліська культура
Чорнолі́ська культу́ра — археологічна культура пізньобронзової — ранньо залізної доби України XI/X — середина VIII ст. до н. е. (~1025–750 до н. е). Основний ареал пам'яток знаходиться в межиріччі лісостепових течій Дніпра та Дністра. Окремі пам'ятки є і на Лівобережжі. Епонімна пам'ятка — урочище Чорний Ліс на р. Інгулець у Кіровоградській області.

## Історія дослідження
Чорноліська культура була виділена у 1949 році О. І. Тереножкіним після розвідок та невеликих розкопок на городищі Чорний Ліс у Кіровоградській області, але окремі пам'ятки цієї культури були відомі в літературі і раніше. У працях Я. Пастернака та Т. Сулімірського чорнолісся фігурує під назвою культури «українського гальштату». М. Бандрівський вбачає причини перевідкриття та перейменування культури О. І. Тереножкіним у політичних мотивах. Початковий етап дослідження чорноліської культури — 40-50-і роки — найбільш повно відображений у докторській дисертації О. І. Тереножкіна. Подальшими роботами Г. Т. Ковпаненко, Д. Я. Телегіна, О. С. Беляева, В. О. Ромашко ареал культури було розширено з Правобережного Подніпров'я в басейни р. Самари, Орелі, Сіверського Дінця та Ворскли. Тоді ж, у 70-х роках, Г. Ю. Храбан виявив матеріали чорноліської культури на Уманщині, а Л. І. Крушельницька дослідила ряд чорноліських поселень у Подністров'ї. Серед останніх досліджень — розкопки В. І. Клочка на Суботівському городищі та праці М. М. Дараган, присвячені просторовому аналізу та дослідженню фортифікації чорноліських городищ.

## Ареал та пам'ятки
Чорноліська культура поширена у лісостеповій смузі України. На сьогодні в межах її ареалу виділяють декілька локальних варіантів: ворсклинський (басейн р. Ворскла), лівобережний (Самара, Оріль, Сіверський Дінець), правобережний (Правобережне
Подніпров'я від Києва до Дніпропетровська) та дністровський (басейн Бугу та Дністра).
Пам'ятки чорноліської культури представлені городищами, поселеннями та могильниками. Городища розташовувались на виступах або поворотах високих правих берегів річок. Площа городищ відносно незначна і зрідка перевищує 1 га, хоча є значно більші, наприклад — Суботівське городище. Поселення виникали як на низьких дюнах або невеликих терасах річок, так і на високих берегах, де займали невеликі ділянки плато. Поховальні пам'ятки представлені підкурганними інгумаціями та безкурганними кремаціями на стороні. За кількістю, кремацій значно більше ніж курганів.

## Матеріальна культура

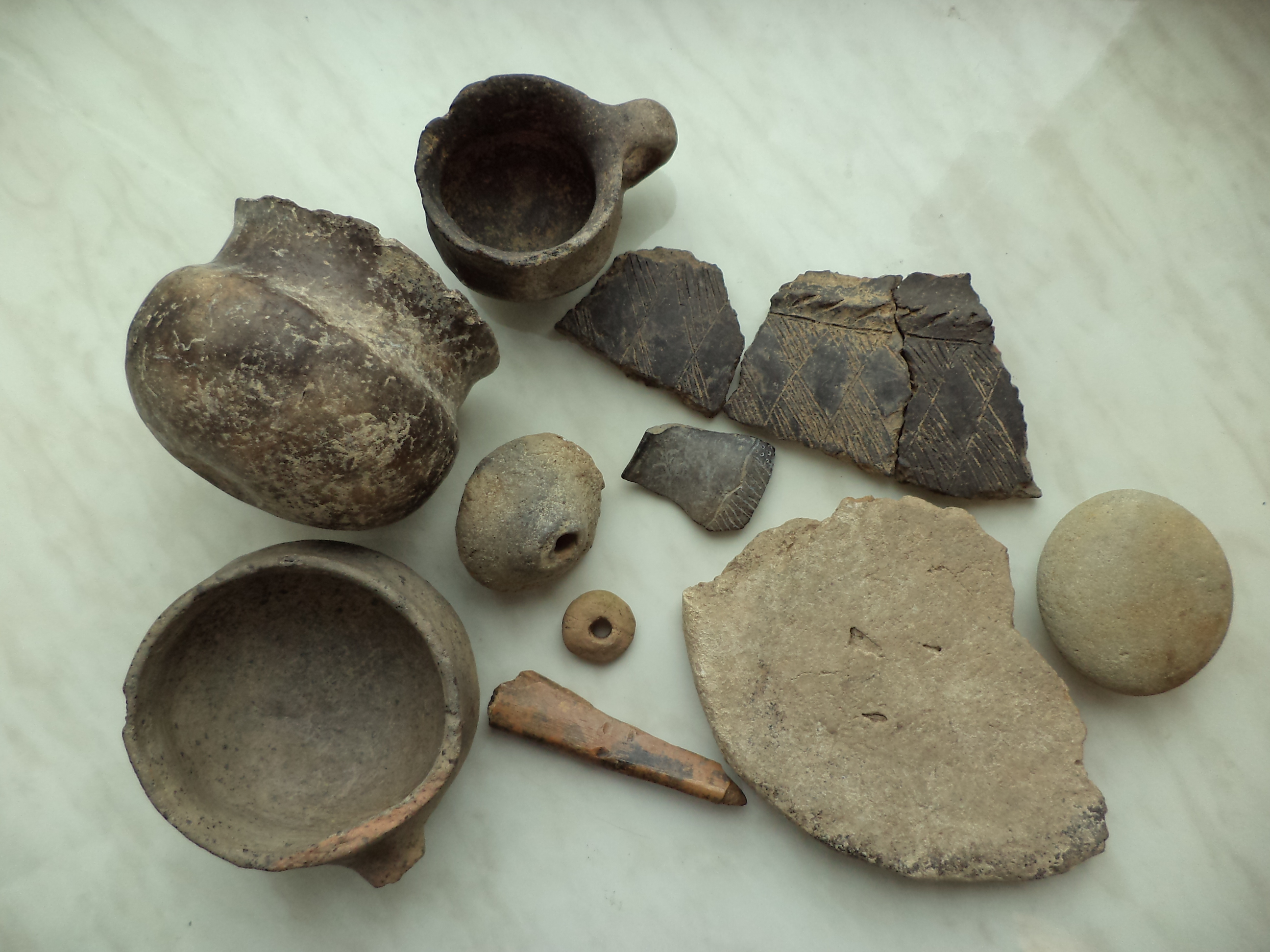
Матеріали чорноліської культури

Матеріальний комплекс чорноліської культури розвивався під впливом чотирьох основних груп населення. Більша частина посуду має аналогії у білогрудівській культурі. Найяскравіше цей вплив відчутний на ранньому етапі чорноліської культури. Значний вплив на матеріальний комплекс справила культура Ґава. Особливо цей вплив позначився на пам'ятках Подністров'я, хоча і на інших територіях трапляються знахідки фрагментів так званих Ґавських амфор. Традиція чорнолощеного посуду пов'язана з культурами нижнього Дунаю, зокрема культурою Бабадаг.
Не менш значним був вплив степового населення (білозерської, а згодом чорногорівської та новочеркаської культур), який позначився неодноразовими войовничими вторгненнями представників цих культур, що вилилося у зміні озброєння.
Керамічний комплекс чорноліської культури представлений великими округлобокими корчагами та невисокими горщиками. Окрім цього зустрічається значна кількість кружок та черпаків. Посуд орнаментувався врізними геометричними орнаментами, які інколи замазувалися білою пастою. Іноді під краєм вінця проходив ряд проколів або наколів. Тулуб нерідко оперезували один або декілька наліпних валиків, часто з незамкненими кінцями. Також на тулубі трапляються «сосковидні» наліпи — упори.
Вироби з каменю представлені переважно зернотертками, крем'яними вкладеннями та кам'яними сокирами. З кістки вироблялися різноманітні проколки та амулети. Зустрічаються кістяні псалії чорногорівського типу та вістря стріл, більшість із яких були втульчатими та мали ромбічну форму. Хоча інколи трапляються і черешкові та втульчаті екземпляри квадратної або округлої форми.
Вироби з металів передусім представлені комплексом озброєння. На ранньому етапі культури він є продовженням лужицько-білогрудівських традицій, на пізньому етапі — в ньому з'являється значна частка степових елементів. З бронзи виготовлялися псалії чорногорівського та новочеркаського типу. Також є знахідки голіградських псаліїв та псаліїв «типу Цимбалка». Бронзові втульчаті стріли повторювали степові прототипи. Однією із яскравих особливостей чорноліської культури є велика кількість кельтів з ялинковим орнаментом, у яких проглядається вплив лужицької культури. Досить багатим є і клинковий комплекс, який представлений бронзовими, залізними та біметалевими кинджалами та мечами.
До складу бронзових прикрас входять спіралеподібні підвіски, пружинні та пластинчаті браслети. Останні часто прикрашалися геометричними та спіральними орнаментами. Також великої популярності набули бронзові шпильки із цвяхоподібною голівкою або «вушком».

## Господарство
Основною галуззю господарства чорноліської культури було землеробство. Про це свідчить велика кількість бронзових та крем'яних серпів, зернотерток та бронзових мотик. Склад сільськогосподарських культур з'ясований не до кінця, але на дні посудин часто зустрічаються відбитки проса. Основною галуззю тваринництва була велика рогата худоба. Також за остеологічними матеріалами можна говорити про певну роль полювання та рибальства.

## Хронологія, історія та етнічна належність
На початку досліджень О. І. Тереножкін відносив час появи культури до Х ст. до н. е., а кінець до VII ст. до н. е. Її формування він пов'язував із фіналом білогрудівської культури. Пізніше дослідником була запропонована дата ХІІ ст. до н.е. Це підтверджує і радіокарбонний аналіз, що був зроблений для Суботівського городища, проте не всі дослідники згодні із настільки ранніми датами та відносять появу культури до ХІ/Х ст. до н. е. У Х — ІХ ст. відбувається перехід від ранньої фази чорнолісся до пізньої. Більшість дослідників пов'язує цей процес із кінцем білозерської культури та появою у степах кімерійців — носіїв чорногорівських та новочеркаських комплексів. У цей самий час відбувається спорудження більшості городищ, які розташовані переважно на р. Тясмин на кордоні із степом. Більшість дослідників пов'язують причину їх появи із небезпекою з боку кочовиків. С. С. Березанська натомість вбачала її у фракійській експансії з Нижнього Дунаю.
Фінальна дата культури також зазнала змін. Між чорноліссям та лісостеповим скіфським періодами був виділений жаботинський етап, який датується 750—650 роками до н. е. Таким чином кінець чорноліської культури сьогодні датується серединою VIII ст. до н. е.
У питанні етнічної приналежності культури серед дослідників існує дві основні версії. У межах першої, обґрунтованої працями О. І. Тереножкіна, В. А. Іллінської та Б. О. Рибакова, чорноліська культура розглядається як один з етапів тривалого культурно-історичного розвитку пращурів слов'ян — від виокремлення протослов'янського масиву в часи середньої бронзи (тшинецько-комарівська спільнота) до формування зарубинецької культури як уже власне слов'янської.
У цих працях наголошувалось на безперервному та поступальному розвитку населення лісостепової смуги України. В обґрунтуванні праслов'янської належності носіїв чорноліської культури використовувались дані О. М. Трубачова про найдавнішу слов'янську топоніміку, поширення якої збігається з територією чорноліських пам'яток. Ця концепція була дещо модифікована А. І. Мелюковою та Г. І. Смирновою, які запропонували іншу модель генези чорноліської культури. На їхню думку, формування чорноліського комплексу матеріальної культури відбувалося під дією потужних впливів з боку фракійського Гальштату, хоча етнічний склад населення при цьому лишився в основі своїй сталим —праслов'янським.
Інша концепція, представлена працями М. І. Артамонова, В. Д. Рибалової та С. С. Березанської, наголошує на фракомовності носіїв чорноліської культури. Базуючись на порівнянні матеріалів чорноліської та білогрудівської культур і наявності певного хронологічного розриву між ними та відмінностей у розвитку, формування чорноліської культури пов'язується з міграцією фракійського населення на схід. На основі цих тверджень пропонується можливість ототожнення носіїв чорноліської культури з історичним народом агафірсів.
Я. П. Гершкович висловив припущення, що основою формування чорнолісся був пізньозрубний керамічний комплекс. Натомість, В. І. Клочко пов'язує походження чорноліської культури із змішуванням лужицького та білогрудівського населення, спираючись на походження чорноліських кельтів від лужицьких.